# Tereza Valentová
Tereza Valentová (Praga, 20 de febrero de 2007) es una tenista checa.

## Carrera

### Junior
Valentová llegó a la final del US Open 2023, pero perdió contra Katherine Hui. En 2024 ganó Roland Garros, al vencer a la final a Laura Samson. También ganó Roland Garros en dobles, junto a Renáta Jamrichová al derrotar a Tyra Caterina Grant y Iva Jovic.

### Profesional
Debutó en el WTA Tour en el 250 de Praga. En primera ronda derrotó a Barbora Miklová, pero perdió en la siguiente ronda contra Naiktha Bains. En 2022 jugó el 500 de Ostrava, donde debutó con derrota ante Anna Karolína Schmiedlová. En 2023 disputó el Praga Open, en singles y dobles. En singles perdió en primera ronda contra Dayana Yastremska y en dobles llegó a semifinales junto a Nikola Bartůňková, pero perdió contra Quinn Gleason y Elixane Lechemia.